# Ireneusz Frankiewicz
Ireneusz Frankiewicz (ur. 1968) — były polski siatkarz grający na pozycji przyjmującego. Grał przez kilka sezonów w ekstraklasie w barwach Stali Nysa oraz Chemik Bydgoszcz.

## Kluby
- Stal Nysa 1987/1999
- Chemik Bydgoszcz (1999/2005)